# Émile Biais
Émile Biais, dit Biais-Langoumois, né le 27 décembre 1840 à Angoulême, où il est mort le 1er juin 1932, est un archiviste, historien et archéologue français.
C’est l'une des grandes figures du monde culturel charentais.

## Biographie
Cet érudit fut tour à tour, archiviste de la ville à partir de 1876 et bibliothécaire d'Angoulême de 1897 à 1923. Il publia l'inventaire des fonds anciens des archives municipales en 1889 ainsi que le catalogue du fonds charentais de la bibliothèque municipale en 1909. Par la suite on le retrouve conservateur du musée d'Angoulême de 1893 à 1920 puis du musée de la société archéologique et historique de la Charente de 1877 à 1925.
Il a laissé de très nombreuses et remarquables études dans le domaine de l'archéologie, de l'histoire et du passé littéraire et artistique du département qui font date.
Émile Biais est mort en 1932 à l'âge de 91 ans.

## Publications
- Annales de La Rochefoucauld. Curieux récits de faits accomplis dans cette ville du temps des guerres de religion. (XVIe et XVIIe siècles.), Extrait du Bulletin de la Société archéologique et historique de la Charente, 1870, Angoulême : F. Goumard , 1871, in-8° , 11 p.
- Catalogue du musée archéologique d'Angoulême, Angoulême, G. Chasseignac , 1885, 1 vol. 70 p.
- Catalogue du Musée d'Angoulême, peintures et sculptures peintures, sculptures, estampes…, Angoulême, F. Lugeol & Cie , 1884 1 vol. (II-VIII-69 p.)
- Catalogue du Musée de la Société archéologique et historique de la Charente, Angoulême, M. Despujol , 1915,  1 vol. (174 p.-[12] f. de pl.)
- Notice biographique sur M. J.-F.-Eusèbe Castaigne, bibliothécaire de la ville d'Angoulême, Angoulême, A. Nadaud , 1870, in-8°, 45 p.